# Michał Kieżgajło
Michał Kieżgajło z Dziewałtowa herbu Zadora (zm. po 1476) – wojewoda wileński od 1458/1459, kanclerz wielki litewski od 1446, namiestnik smoleński  w latach 1451–1458.

## Życiorys
Bliski współpracownik króla Kazimierza IV Jagiellończyka. Podczas jego nieobecności w Wielkim Księstwie Litewskim, związanej z prowadzeniem wojny trzynastoletniej dzierżył faktyczny ster rządów w tym państwie.  
Jako katolik był jednak przeciwnikiem unii florenckiej i w 1451 zgodził się na uznanie zwierzchności metropolity moskiewskiego Jonasza nad prawosławiem w Wielkim Księstwie Litewskim.
Fundator kaplicy Zwiastowania Najświętszej Maryi Panny (kieżgajłowskiej) w katedrze wileńskiej.